# Аль-Каида на Индийском субконтиненте
Аль-Каида на Индийском Субконтиненте (араб. جماعة قاعدة الجهاد في شبه القارة‎), сокращенно АКИС, — исламистская боевая организация, которая призвана бороться с правительствами Пакистана, Индии, Мьянмы и Бангладеш в целях создания исламского государства. Боевики группировки также заявили о своих намерениях атаковать американские объекты в Индийском Субконтиненте. Эта группировка признана террористической организацией ООН, США, Канадой и Индией.

## История

### До присутствия «Аль-Каиды» на Индийском Субконтиненте
Прежде чем основался АКИС, в регионе действовали различные джихадистские группировки, в Пакистане, Индии и Афганистане. Одна из этих группировок действовала в Карачи, Пакистан, и была ответственна за многочисленные теракты в городе. 11 декабря 2014 года АКИС опубликовала доклад с подробным описанием этих атак. Атаки местной полиции, профессоров, блогеров.

### «Аль-Каида» на Индийском Субконтиненте
3 сентября 2014 года Айман аз-Завахири, лидер «Аль-Каиды» объявил о создании новой отрасли в Индии в 55-минутном видео, выложенным в интернете. Во время анонса, Завахири заявил, что он собирается собрать джихадистские группировки в одну, и представил Асима Умара, бывшего командира в Техрик-е Талибан Пакистан, как его Эмира.
11 декабря 2014 года Пакистанская полиция арестовала Шахида Усмана, главу «Аль-Каиды» в Карачи, а четыре других в Карачи с применением оружия и 10 кг взрывчатки. Устад Ахмад Фарук, заместитель эмира для АКИС, был убит 15 января 2015 года американским беспилотником в Южном Вазиристане. Кари Имрана, член группы правящего Совета Шуры, был убит 5 января 2015 в результате удара БПЛА в Северном Вазиристане.

## Отношения с другими джихадистскими группировками
В октябре в Кашмире группировка, именующая себя «Ансар ат-Таухид Валь-Джихад в Кашмире» опубликовала видеоролик, выразив поддержку «Аль-Каиде» на Индийском Субконтиненте. Группа предложила предоставить убежище для иностранцев в АКИС, а также сражающимся рядом с ними.
Пресс-секретарь АКИС Усамы Махмуда, в серии твитов в Twitter, поддерживает группы боевиков в Чечне, Дагестане и Йемене. он также дал хвалебную речь для «аш-Шабаб», лидер Ахмед Абди Годане, который был убит в результате удара американского беспилотника.

## Медиа
19 октября 2014 года, 117-страничный англоязычный журнал под названием Возрождение был выпущен в интернете. Он был подготовлен этой ячейкой «Аль-Каиды». Статьи, направленные на совершение джихада в Индостане.

### Заявления
«Аль-Каида» на Индийском Субконтиненте выпустила несколько заявлений, в основном через аккаунт Усамы Махмуда в Твиттере, представителя группы.
13 сентября 2014 года, Усама Махмуд взял на себя ответственность за попытку налёта на Пакистанский фрегат и убийство пакистанской гражданки в провинции Пенджаб. 17 сентября, Махмуд выпустил заявление, в котором обосновал попытку нападения на Пакистанский фрегат, заявив, что Америка — главный враг АКИС. 30 сентября, АКИС выпустила ещё одно заявление, в котором заявила, что цели были намечены на Американский и Индийский флот.
20 ноября 2014 года представитель АКИС Усама Махмуд выпустил заявление, подтверждающее смерть двух должностных лиц группы на рейде на границе между Пакистаном и Афганистаном. Один из чиновников владел домом, в котором Халид Шейх Мохаммед жил, когда он был захвачен. Четыре дня спустя, Махмуд дал хвалебную речь для двух чиновников, и призвал Пакистанских врачей, военных и офицеров последовать их примеру.
5 декабря 2014 года, АКИС опубликовала фото, свидетельствующее о двух чиновников, которые были убиты во время налёта на Афгано-пакистанской границе, а также фотографии погибшего сына одного из чиновников.
20 декабря 2014 года, Усама Махмуд, представитель АКИС, осудил нападение на школу в Пешаваре, Пакистан, который был осуществлён Пакистанской ячейкой Талибана. Он сказал, что нападение было не исламистское, и что «резня невинных детей, заставляет наши сердца лопнуть».

## Атаки террористов
- Группа взяла на себя ответственность за убийство 2 сентября 2014 года Фазала Захура, старшего офицера в пакистанской армии, который был застрелен мужчинами на мотоциклах[19].
- Представитель Усамы Махмуда взял на себя ответственность за нападение 6 сентября 2014 года на военно-морской верфи в Карачи, сообщается осуществляют бывшие офицеры ВМС Пакистана, который безуспешно пытался угнать Ф-22П фрегат. Трое нападавших были убиты, и семь были арестованы Пакистанскими силами[20][21].
- Представитель Усамы Махмуда осудил 20 декабря 2014 года теракт в Пешварской школе[22].
- В видео, опубликованном 2 мая 2015, АКИС взяла на себя ответственность за гибель четырех Бангладешских блогеров. Они также взяли на себя ответственность за убийство двух граждан Пакистана[23][24].
- 7 апреля 2016 года блогер был зарезан исламистскими боевиками. АКИС взяла на себя ответственность[25][26].
- 25 апреля, АКИС взяла на себя ответственность за смерть ЛГБТ-активиста в Дакке, Бангладеш[27][28].